# Авателе (округ)
Авателе (англ. Avatele) — один из 14 округов Ниуэ (владение Новой Зеландии). Административным центром округа является одноимённая деревня.

## Географическая характеристика
Округ Авателе расположен в юго-западной части острова Ниуэ. Его площадь составляет 13,99 км². Административный центр расположен в юго-западной части округа.

Граничит с округами: Тамакаутога, Ваиеа и Хакупу. На юго-западе и юге омывается Тихим океаном.